# 列夫·加拉罕
列夫·米哈伊洛維奇·加拉罕（1889年1月20日—1937年9月20日），蘇聯外交官，亚美尼亚人，生於格鲁吉亚第比利斯，死於莫斯科。
1904年起成為俄国社会民主工党黨員，起先是孟什维克成员，1917年5月加入布尔什维克。1917年與越飛、托洛茨基一起擔任《布列斯特-立陶夫斯克條約》裡的俄方代表團的秘書。1918－1920任苏俄外交事务全权代表。1919年7月对中国发表《加拉罕宣言》，声明放弃俄罗斯帝国时期对华签署的不平等条约。1927－1934年，再次擔任外事人民委员。1921年出任蘇聯駐波蘭大使。
1924年7月31日－1926年9月10日，他擔任苏联駐中國大使，在1924年代表蘇方與北洋政府簽訂《中蘇解決懸案大綱協定》。同年与军阀冯玉祥接触。1925年1月20日，加拉罕与日本驻华公使芳泽谦吉签署《日苏基本条约》，2月26日在北京互换批准书。1926年9月，因中东铁路问题，在张作霖的强烈抗议下，加拉罕撤离中国。
1934年後擔任駐土耳其大使。後來1937年在大清洗中被逮捕处死。

## 備注
1. ↑  俄語羅馬化：Lev Mikhailovuch Karakhan
2. ↑  亞美尼亞語羅馬化：Lewon Mik'ayeli Karakhanyan